# Земля Вікінга
Земля Вікінга (англ. Viking Terra) — неофіційна назва місцевості на Плутоні, що лежить на захід від рівнини Супутника й на південь від землі Вояджера. Її відкрив зонд New Horizons у липні 2015 року. Іменовано на честь програми «Вікінг» — космічної програми НАСА з вивчення Марса.